# Glyptoscapus bivittatus
Glyptoscapus bivittatus là một loài bọ cánh cứng trong họ Cerambycidae.